# Dmitrij Fiłatow
Dmitrij Pietrowicz Fiłatow (ros. Дмитрий Петрович Филатов, ur. 31 stycznia 1876 w miejscowości Tiopłyj Stan, zm. 13 stycznia 1943 w Moskwie) – radziecki embriolog i zoolog, twórca moskiewskiej szkoły embriologicznej.
Urodził się 31 stycznia 1876 roku jako syn Piotra Michajłowicza Fiłatowa, bogatego właściciela ziemskiego, i Kławdii Wasiljewnej Kazakowej (według innych danych Akuliny Wasiljewnej Kazakowej). Krewnymi Fiłatowa byli matematyk Aleksiej Kryłow (1863-1945), okulista Władimir Fiłatow, zoolog Boris Żytkow (1872-1943), i pediatra Nił Fiłatow (1847-1902). W dzieciństwie poznał Iwana Sieczenowa, który odwiedzał rodzinę w sąsiedniej miejscowości i zwykł opowiadać o swoich badaniach, prezentując doświadczenia na złapanych w stawie Fiłatowów żabach.
Fiłatow ukończył gimnazjum w 1894 roku i początkowo studiował prawo na uniwersytecie w St. Petersburgu, ale wkrótce przeniósł się na Wydział Nauk Przyrodniczych Uniwersytetu Moskiewskiego. Ukończył studia w 1902 roku. Od 1902 do 1907 roku pracował w moskiewskim Instytucie Anatomii Porównawczej u profesora Menzbira. 
Od 1924 roku kierował Laboratorium Mechaniki Rozwoju Instytutu Biologii Doświadczalnej (później Instytut Cytologii, Histologii i Embriologii Akademii Nauk ZSRR). Jednocześnie kierował laboratorium przy Instytucie Embriologii Eksperymentalnej Uniwersytetu Moskiewskiego (1931-1941), w 1937 roku został profesorem. W 1940 roku zorganizował wydział embriologii na Uniwersytecie Moskiewskim.